# Brion Rush
Pour les articles homonymes, voir Rush.
Brion Rush, né le 15 novembre 1984 à Shreveport, est un joueur américain de basket-ball évoluant au poste d'arrière.

## Biographie
En 2006, Rush n'est pas drafté en NBA.
En août 2006, il signe son premier contrat professionnel en Italie à l'Aurora Basket Jesi en deuxième division italienne pour un an.
En juin 2007, il signe un contrat d'un an en France à la Chorale Roanne Basket et participe à l'Euroligue.
Pour la saison 2008-2009, il reste en France et s'engage avec le Strasbourg IG. Il est le deuxième meilleur marqueur de la saison en terminant avec 21,2 points par match.
En septembre 2009, il signe un contrat d'un an en Russie au Triumph Lyubertsy.
En juillet 2010, il signe un contrat de deux ans avec une autre équipe russe, le Krasnye Krylya Samara.
En octobre 2012, il revient en France où il signe un contrat court avec l'Élan sportif chalonnais. En décembre 2012, à la fin de son contrat, il quitte le club de Chalon-sur-Saône après avoir marqué 30 points lors de la victoire des siens contre le Paris Levallois Basket. Puis, en décembre 2012, il s'engage avec le BC Astana au Kazakhstan.
Le 30 avril 2013, alors champion avec Astana, il prolonge son contrat d'un an.
En avril 2014, il signe pour une année supplémentaire avec le club kazakh.
Le 31 juillet 2014, Brion Rush signe au Riyadi Club Beyrouth. Le 10 février 2015, il signe en Allemagne avec le Ratiopharm Ulm.
Le 28 août 2015, il part en Espagne où il s'engage avec le Baloncesto Fuenlabrada,. Le 28 décembre 2015, il signe au Monténégro avec le KK Sutjeska. Le 17 février 2016, il quitte le club monténégrin.
Durant l'été 2016, il revient en Espagne et signe à l'ICL Manresa. Le 15 décembre 2016, il quitte le club espagnol. Le 17 décembre 2016, il vient renforcer le SLUC Nancy en tant que pigiste médical d'Ebi Ere. Le 25 février 2017, il est conservé pour le reste de la saison 2016-2017.
Le 1er août 2017, il retourne en Allemagne où il signe avec le BG 74 Göttingen.
Durant l'été 2018, il s'engage avec le promu allemand des Crailsheim Merlins. Le 11 décembre 2018, il est libéré par le club allemand et remplacé par l'ancien Dijonnais Robert Arnold.

## Carrière
- 2002 - 2006 :  Tigers de Grambling State (NCAA-I)
- 2006 - 2007 :  Jesi (Lega Due)
- 2007 - 2008 :  Roanne (Pro A)
- 2008 - 2009 :  Strasbourg (Pro A)
- 2009 - 2010 :  Triumph Lyubertsy (Superligue)
- 2010 - 2012 :  Krasnye Krylya Samara (Superligue)
- octobre 2012 - début décembre 2012 :  Chalon-sur-Saône (Pro A)
- décembre 2012 - décembre 2014 :  Astana
- juillet 2014 - février 2015 :  Riyadi Club Beyrouth
- février-août 2015 :  Ratiopharm Ulm (Beko BBL)
- août - décembre 2015 :  Baloncesto Fuenlabrada (Liga ACB)
- décembre 2015 - février 2016 :  KK Sutjeska
- février - décembre 2016 :  ICL Manresa (Liga ACB)
- décembre 2016 - juillet 2017 :  SLUC Nancy (Pro A)
- 2017 - 2018 :  BG 74 Göttingen (Beko BBL)
- août - décembre 2018 :  Crailsheim Merlins (Beko BBL)

## Palmarès

### En club
- Vice-champion de France de Pro A en 2008
- 2× Vainqueur du championnat kazakh : 2013, 2014
- Vainqueur de la Coupe du Kazakhstan en 2014

### Distinctions personnelles
- 3× First-team All-SWAC : 2004, 2005, 2006
- Joueur de l'année de la SWAC (conférence Southwestern Athletic) en 2006
- MVP de la coupe de Russie en 2012
- Meilleur marqueur de la saison de Pro A 2008/09